# Technischer Zug

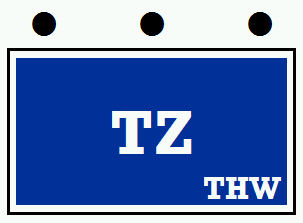
Taktisches Zeichen des Technischen Zuges

Der Technische Zug (TZ) ist die taktische Einheit  im Technischen Hilfswerk für Aufgaben der technischen Hilfe. Jeder Ortsverband hat mindestens einen TZ, jeder TZ besteht aus einem Zugtrupp, dem auch der Zugführer angehört, mindestens einer Bergungsgruppe und einer Fachgruppe.
Auf örtlicher Ebene gibt es 712 Technische Züge in derzeit 668 Ortsverbänden. Die Technischen Züge haben die Bergungs- und Instandsetzungszüge ersetzt.
Der Zugführer führt den Technischen Zug und wird von seinem Zugtrupp organisatorisch unterstützt. Ihm unterstehen die Bergungs- und Fachgruppen, die wiederum von den Gruppenführern geleitet werden. Die Fachgruppen sind in Trupps gegliedert, denen ein Truppführer vorsteht.

## Aufgaben
Der Technische Zug
- erkundet Schadenslagen,
- dringt durch Überwinden oder Wegräumen von Hindernissen zu Schadenstellen vor,
- ortet Verschüttete und Eingeschlossene mittels technisch-/elektronischen Ortungsgeräten,
- markiert erkundete Schadenstellen,
- rettet Verschüttete und Eingeschlossene und leistet dabei Erste Hilfe,
- transportiert Verletzte aus Gefahrenbereichen,
- durchdringt Bauwerksteile und führt schwere Bergungsarbeiten mit Hochleistungsgeräten durch,
- führt technische Sicherungsarbeiten durch und legt gegebenenfalls einsturzgefährdete Bauwerksteile nieder,
- rettet Tiere und birgt Sachwerte und transportiert diese aus Gefahrenbereichen,
- birgt Leichen und Kadaver,
- bekämpft im Rahmen von Rettungs- und Bergungsmaßnahmen besondere Gefahren (z. B. Wasser, Entstehungsbrände),
- leuchtet Schadenstellen aus,
- beräumt Trümmer und legt Zu-/Abfahrtswege bzw. Aufstellflächen für den Einsatzbedarf an,
- baut behelfsmäßige Stege und kleine Brücken,
- leistet Arbeiten bei Eindämmung und Leitung von abfließendem Wasser,
- beräumt Schadenstellen durch Zerkleinern, Einebnen, Wegräumen zur Beseitigung anhaltender Störungen und
- leistet weitere technische Hilfe bei Transport und Umschlag von Ausstattung, Baumaterial, Maschinen, Havariegut und Abraum

## Personal/Stärke
Die Anzahl der Helfer im Technischen Zug ist von seiner Zusammensetzung abhängig. Der Zugtrupp (ZTr TZ) besteht aus vier Helfern (Stärke 1/1/2/4), die Bergungsgruppe (B) können bereits in der Zahl ihrer Helfer variieren: sie setzen sich, abhängig der Ausrüstung, aus neun (0/2/7/9) oder zwölf (0/2/10/12) Helfern zusammen. Die Größen der Fachgruppen (FGr) sind sehr unterschiedlich, so dass die Personalstärke eines Technischen Zuges bei mindestens 19 Helfern (1/5/13/19) liegt (ZTr + B + FGr Sprengen).
Die Grundstruktur: TZ = ZTr TZ + B + FGr ( + weitere FGr)
Die Personalstärken der Trupps und Gruppen sind:
- Zugtrupp: (1/1/2/4)
- Bergungsgruppe: (0/2/7/9)
- Bergungsgruppe mit Abstützsystem Holz (ASH): (0/2/10/12)
- Fachgruppe Brückenbau: (0/4/14/18)
- Fachgruppe Elektroversorgung: (0/2/7/9)
- Fachgruppe Infrastruktur: (0/3/9/12)
- Fachgruppe Notversorgung und Notinstandsetzung: (0/2/7/9)
- Fachgruppe Ölschaden A, B und C: (0/4/14/18)
- Fachgruppe Ortung: A und B (0/2/7/9), C (0/2/4/6)
- Fachgruppe Räumen A, B und C: (0/2/7/9)
- Fachgruppe Schwere Bergung A und B: (0/3/9/12)
- Fachgruppe Sprengen: (0/2/4/6)
- Fachgruppe Trinkwasserversorgung: (0/3/15/18)
- Fachgruppe Wassergefahren A und B: (0/3/9/12)
- Fachgruppe Wasserschaden/Pumpen A, B und C: (0/3/9/12)
- Trupp Einsatzstellensicherung: (0/1/3/4)
- Trupp Unbemannte Luftfahrtsysteme: (0/1/3/4)
- Trupp Mobiler Hochwasserpegel: (0/1/3/4)

## Fahrzeuge & Ausstattung
Die Ausstattung des Technischen Zuges variiert in gleichem Maße wie die personelle Zusammensetzung und ist in der Stärke- und Ausstattungsnachweisung (StAN) festgelegt:
Fahrzeuge und Geräte des Zugtrupps, der Bergungsgruppen und der Fachgruppen bilden die Gesamtausrüstung.

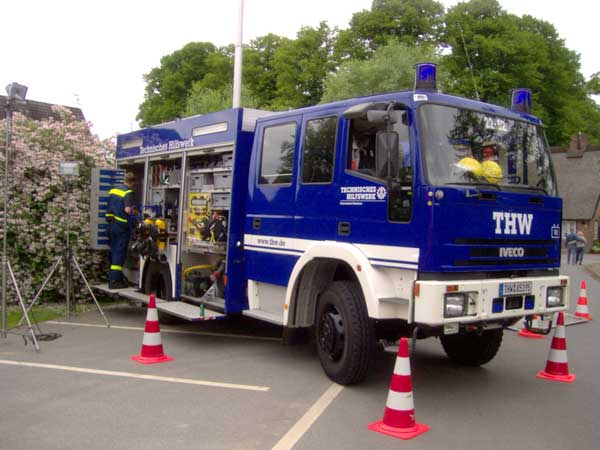
Häufigstes Fahrzeug beim THW: Der GKW

- ZTr TZ: Führungskraftwagen (FüKW, 3,5 t, Allrad, 5 Sitzplätze) + Ausrüstung
- B: Gerätekraftwagen (GKW) + mindestens ein Anhänger mit Hamburger Verdeck + Ausrüstung
- Fachgruppe: Fahrzeuge + Ausrüstung